# 솔체꽃
솔체꽃(Scabiosa mansenensis)은 두해살이풀의 하나이다. 줄기는 1m 정도까지 자란다. 잎은 달걀 모양의 타원형으로 긴 잎자루를 가지고 있으며 마주난다. 꽃은 엷은 자색으로 여름에서 가을에 걸쳐 가지 끝에 두상꽃차례를 이루면서 달린다. 바깥쪽의 꽃부리는 5갈래로 나누어진 입술 모양을 하고 있으며, 안쪽 것은 4갈래 또는 5갈래로 나누어진 관 모양을 하고 있다. 열매는 긴 타원형의 수과이다. 주로 산지에서 자라며 한국의 중부 이북에 분포하고 있다.

## 같이 보기
- 솔체꽃속